# Heshang, Fujian
Heshang (kinesiska: 鹤上) är en köping i sydöstra Kina. Den ligger i stadsdistriktet Changle i staden Fuzhou i provinsen Fujian, omkring 28 kilometer sydost om provinshuvudstaden Fuzhou. Antalet invånare är 51 323. Befolkningen består av 24 482 kvinnor och 26 841 män. Barn under 15 år utgör 12,0 %, vuxna 15-64 år 79 %, och äldre över 65 år 8,0 %.